# 朝比奈敦
朝比奈 敦（あさひな あつし、本名：矢野栄一郎、1946～2015年）は日本の小説家。山口県を拠点に作家活動をしていた。
やまぐちの文学者たち100名の一人。早稲田大学法学部卒。

## 経歴・人物
山口県下関市に生まれる。父の勤めの関係で、小倉から大阪へと転校を重ねる。高校生になると、こころ通う友だちを求めて同人誌を発行。誌名は、『仲間』。作品は不明。大学卒業後、株式会社クラレに入社。1年後（財）法曹界出版部で5年勤めた後、教職を志し、神奈川県立津久井高等学校教師となる。
神奈川県から山口に戻り、山口県立柳井商工高等学校に在任中、山口高校の教諭数名で始まった同人誌『風響樹』を知り、3号から加わる。最初の作品は、「Kさんの死」。やがて、山口県立山口高等学校に赴任してからは、宇部の文学グループ『漂』に参加。
1990年には処女創作集『ニッコウキスゲ』を刊行。平成5年、山口県文化振興奨励賞受賞。
1996年には、『九州文学』に参加。復刊12号に掲載された『天目山』が好評を得て、更に、『VIKING』612号に掲載された『囚人の墓』で第9回神戸ナビール文学賞を受賞。
2004年、山口高等学校依願退職。
2005年、大阪文学学校の講師に就任。
そしてこの年、長編小説『国境（はて）』が『文学界』2007年下半期同人雑誌優秀作に選ばれた。作品の舞台は、南の国境の名もない島。そこへどこからともなく住み着いたハトちゃんと呼ばれる得体のしれない男が主人公である。作品評は、「何を願うでもなければ、何を恨むでもなく、毎日を適当に生きているものゆい生活。現代日本のものうさを見事に映した傑作」と高い評価を得た。
その後、家庭小説『家族の行方』、創作集『心にやさしい小説集』を敢行。
毎日新聞社のはがき随筆の選者などを務めた。
2015年、69歳で、死去。
2021年、『方先生』の点字本が視覚障害者向けネット図書館「サピエ」に登録された。

## 代表作品
| タイトル                | 著作者等    | 出版元     | 刊行年月 |
| ----------------------- | ----------- | ---------- | -------- |
| 国境(はて)              | 朝比奈敦 著 | 鳥影社     | 2009.6   |
| 方先生                  | 朝比奈敦 著 | 集工房ノア | 2003.3   |
| デラシネの夢 : 創作集   | 朝比奈敦 著 | 葦書房     | 1995.12  |
| 玉川上水路 : 創作集     | 朝比奈敦 著 | 皆美社     | 1993.11  |
| ニッコウキスゲ : 小説集 | 朝比奈敦 著 | 皆美社     | 1990.8   |

作品一覧
| 著作名           | 著作者名  |
| ---------------- | --------- |
| 青い羽毛服       | 朝比奈 敦 |
| お父ちゃんの遺言 | 朝比奈 敦 |
| 心               | 朝比奈 敦 |
| 国境             | 朝比奈 敦 |
| 囚人の墓         | 朝比奈 敦 |
| 台山             | 朝比奈 敦 |
| トパーズ色の空   | 朝比奈 敦 |
| 二十四年目の帰郷 | 朝比奈 敦 |
| 冬の雨           | 朝比奈 敦 |

## 人物/コメント
妻は、矢野健康体操研究会会長の矢野道代。二人の息子がいる。
国境（はて）受賞時のコメント。
『38歳から小説を書き始め、23年が経過していてこの作品が乗らなければもう残すことはないだろうという確信めいたものがあったので、率直にうれしかった。ハトちゃんという主人公に最初のうちは山頭火のような、と書き加えたいという衝動にかられた。私が山頭火を知るのは高校生のとき。1960年後半である。人間というものはなんと哀しい存在なのか。なんで自分から不幸の方へと踏み込んでいくのか、という疑問に取りつかれた。だが書き進めていくうちに、ハトちゃんという主人公は、山頭火とは全く別の道を歩むことになる。しかし、臍の部分では、繋がっているような気がする。』（文・多田美千代）
『小説はつまるところ、人間を描くことにあると、思うのだが、人間の本質が表出するのは、不幸な障害の中にあることが多い。一言でいえば、不条理ということになるが、そうした人間にぬくもりのある視線を注ぐことこそ、小説を書く者の大切な心構えだと思う。（後進に当てた書簡より）